# ベルトーネ・ピラーナ
ベルトーネ・ピラーナ (Bertone Pirana /ジャガー・ピラーナとも呼ばれる)は、ベルトーネによって製造されたコンセプトカーである。
ピラーナは1967年にアールズ・コートで開催されたロンドンモーターショーに出展するために制作された。

## 概要
1967年、イギリスの日刊紙である「デイリー・テレグラフ」は同紙オリジナルのコンセプトカーの開発を計画し、スタイリングをイタリアのカロッツェリアであるベルトーネに依頼した。ウィリアム・ライオンズは事前にこのプロジェクトについて連絡を受けており、シャーシとエンジンはジャガーのものが使用されることとなった。
ピラーナにはEタイプ2 + 2のシャーシとパワートレインが使用され、スチール製モノコックボディに最新のエアコン、カーラジオやカセットテープのプレイヤーなどを搭載していた。車体後部に取り付けられたバッジには「Piranha」と書かれているが、車名はピラーナ(Pirana)と名付けられた。ピラーナの初期登録番号は「TGF 1F」だった。
ピラーナは1967年にアールズ・コートで開催されたロンドンモーターショーに出展され、その後、ニューヨークモーターショー、モントリオールのブリティッシュモーターショーにも展示された。
ピラーナのデザインは、同じくガンディーニデザインのマルツァル、エスパーダに影響を与えた。
RMサザビーズによると、ピラーナは発表から1年後に「デイリー・テレグラフ」紙によって売却された。落札価格は公開されていないが、落札者のアメリカ人は、2011年まで所有しながら、オートマチックトランスミッションへの変更やリアシートの追加など、いくつかの改造を施した。その後再び転売され、新しい所有者によってレストアがなされ、現在は1967年当時の姿へと復元されている。
2019年のRMサザビーズ・モントレー・オークションに出品されたピラーナは、32万4000ドルで落札されている。

## 参照
1. ↑  https://silodrome.com/jaguar-pirana-bertone/
2. ↑  https://www.hemmings.com/stories/2019/08/02/bertone-jaguar-pirana-comes-out-of-the-shadows
3. ↑  https://luxuryes.com/2019/06/1967-jaguar-pirana-by-bertone/
4. ↑  https://www.esquire.com/jp/mensclub/a33006350/the-jaguar-pirana-is-a-concept-that-turned-into-a-lamborghini/
5. ↑  https://rmsothebys.com/en/auctions/mo19/monterey/lots/r0022-1967-jaguar-pirana-by-bertone/776465
6. ↑  https://rmsothebys.com/en/auctions/mo19/monterey/lots/r0022-1967-jaguar-pirana-by-bertone/776465
7. ↑  https://www.esquire.com/jp/mensclub/a33006350/the-jaguar-pirana-is-a-concept-that-turned-into-a-lamborghini/